# Albin Šmajd
Albin Šmajd, slovenski pravnik in politik, * 25. februar 1904, Kranj, † (?) 1946, Ljubljana.

## Življenje in delo
Pravo je študiral na ljubljanski PF, kjer je 1929 tudi doktoriral in nato postal odvetnik v Radovljici. Politično je deloval v SLS, bil med drugim glavni tajnik Delavske zveze, tajnik glavnega odbora Jugoslovanske radikalne zajednice (JRZ) in od 1938 poslanec JRZ. Po okupaciji Gorenjske 1941 je bil nekaj časa zaprt, nato se je umaknil v Ljubljano in tu postal gonilna sila protirevolucionarnega tabora. V vodstvu Slovenske legije je odgovarjal za obveščevalno službo in istočasno vzdrževal zvezo s četniškim komandantom Karlom Novakom. Sodeloval je pri organizaciji vaških straž ter decembra 1942 pri t. i. božičnih racijah v Ljubljani. Poleti 1943 je s posredovanjem Lojzeta Udeta poskušal doseči sporazum z OF.,  Po kapitulaciji Italije 1943 je bil med organizatorji Slovenskega domobranstva. Pozneje je deloval v ilegali ter 1944 skušal organizirati nove četniške odrede; aprila 1944 ga je aretiral gestapo in poslal v konfinacijo v Avstrijo. Po vrnitvi v Ljubljano je bil med glavnimi organizatorji Narodnega odbora za Slovenijo. Ob koncu vojne je odšel na Koroško in nato v Italijo; februarja 1946 so ga v Trstu ugrabili pripadniki slovenske tajne službe, ga prepeljali v Ljubljano in usmrtili.